# Lucídio Portela Nunes
Lucídio Portela Nunes (Valença do Piauí, 8 de abril de 1922 – Teresina, 30 de outubro de 2015) foi um médico e político brasileiro, governador do estado do Piauí de 1979 a 1983. É o irmão mais velho de Petrônio Portela Nunes, articulador da abertura política havida nos governos de Ernesto Geisel e João Figueiredo.

## Dados biográficos

### Formação acadêmica
Filho de Eustáquio Portela Nunes e Maria Ferreira de Deus Nunes. Formado em Medicina na Universidade Federal do Rio de Janeiro em 1947 com especialização em Pneumologia pelo Ministério da Saúde e pós-graduação em Radiologia pela Pontifícia Universidade Católica do Rio de Janeiro e em Gestão Hospitalar pelo Ministério do Planejamento. Membro da Associação Piauiense de Medicina, integrou ainda a Sociedade Brasileira de Pneumologia e Tisiologia, o Colégio Brasileiro de Radiologia, Colégio Brasileiro de Cirurgiões e o Colégio Internacional de Cirurgiões.

### Sucessor político do irmão
Durante pelo menos três décadas sua atividade política resumiu-se a acompanhar a carreira do irmão sempre recusando um papel mais ativo na política estadual. Tal postura mudou quando foi referendado pela ARENA para o cargo de governador do Piauí, após indicação feita pelo presidente Ernesto Geisel em 1978, sendo o último titular do Palácio de Karnak eleito pelo voto indireto. Com a morte de Petrônio Portela em 1980, assumiu o comando do PDS no estado, sendo que em 1982 o partido elegeu o governador Hugo Napoleão, o vice-governador Bona Medeiros e o senador João Lobo, num pleito onde os governistas venceram por ampla maioria.
Lucídio Portela deixou o governo em 15 de março de 1983, mantendo-se afinado com o sucessor até que Hugo Napoleão aderiu à Frente Liberal ignorando a candidatura de Paulo Maluf à Presidência da República em favor de Tancredo Neves. O resultado desse embate foi a criação do PFL, partido liderado por Hugo Napoleão e que recebeu a adesão de quase todos os pedessistas. Aturdido pelo golpe, lançou a candidatura de sua esposa, Myriam Portela, à prefeitura de Teresina em 1985 visando aferir a extensão de seu capital político. Em 1986 avalizou a coligação de seu partido com o PMDB e foi eleito vice-governador na chapa de Alberto Silva, até então o maior inimigo político de sua família, em especial de seu irmão Petrônio Portela. Como resultado, o PDS elegeu três deputados federais e seis deputados estaduais.
Em 1990 o PDS rompeu com Alberto Silva e firmou uma coligação com o PFL denominada Frente de Recuperação do Piauí. Nela a chapa majoritária seria encabeçada por Freitas Neto, candidato a governador, enquanto o PDS indicou Guilherme Melo candidato a vice-governador e Lucídio Portela candidato a senador, todos vitoriosos ao final do pleito. Durante sua estadia na Câmara Alta do Parlamento, Lucídio Portela absteve-se de votar na sessão de julgamento do impeachment de Fernando Collor em 1992. Extinto o PDS no ano seguinte, migrou para o PPR e depois filiou-se ao PPB e PP, sucedâneos do mesmo. Deixou a vida pública ao final de seu mandato como senador.

### Ramificações familiares
Além do irmão e da esposa mencionados anteriormente, outros familiares de Lucídio Portela atuaram na política piauiense ao longo dos anosː seu pai, Eustáquio Portela Nunes, foi prefeito de Valença do Piauí entre 1933 e 1935, retornando ao cargo via eleição direta pela UDN em 1948, seu sobrinho, Marcelo Coelho, foi deputado estadual, seu ex-genro, Guilherme Melo, tornou-se governador do Piauí quando Freitas Neto renunciou ao cargo antes de eleger-se senador em 1994. Entre abril e dezembro de 1998 seu irmão, Elói Portela, exerceu o mandato de senador enquanto Freitas Neto foi ministro extraordinário das Reformas Institucionais no primeiro governo Fernando Henrique Cardoso. Atualmente, sua filha, Iracema Portela, é deputada federal e seu ex-genro, Ciro Nogueira, licenciou-se do mandato de senador para assumir a chefia da Casa Civil no governo Jair Bolsonaro.

### Homenagens
O Terminal Rodoviário de Teresina é oficialmente "Terminal Rodoviário Governador Lucídio Portela" e uma escola da rede estadual de ensino localizada na referida cidade também leva o seu nome.